# João Vieira (Insel)
João Vieira ist eine Insel im Osten des Bissagos-Archipels. Sie liegt vor der Küste Guinea-Bissaus im Atlantischen Ozean in unmittelbarer Nähe der Westküste der nördlichen Hälfte Afrikas.
Die Insel ist Teil des Verwaltungssektors Bubaque.
Die Insel ist ein wichtiges Brutgebiet für Meeresschildkröten und Zentrum des Parque Nacional Marinho João Vieira e Poilão. Südlich der Insel liegt die kleine Insel Maio, nördlich von ihr die Insel Roxa und westlich Cavalos.